# Bole Medhanealem
Pour les articles homonymes, voir Bole.
Bole (en amharique ቦሌ) est l'un des dix districts (en amharique, ክፍለ ከተማ ; transcription en alphabet latin kifle ketema, généralement traduit en anglais par subcity) d'Addis-Abeba, la capitale de l'Éthiopie. Il se trouve à l'est de la ville et représente une superficie de 122,08 km2 pour une population de 328 900 habitants.

## Sources
- Bole Sub-City Administration sur Addis Ababa City Government